# Armoise maritime
Artemisia maritima
Espèce
L’Armoise maritime, ou Absinthe de mer mais également appelée Sanguenite (Artemisia maritima), est une espèce de plantes à fleurs appartenant à la famille des Asteraceae.

## Répartition
Elle est originaire des îles Britanniques et on la trouve de Wigton à l'ouest à Aberdeen à l'est, dans le nord-est de l'Irlande et les îles Anglo-Normandes. Elle est largement distribuée dans l'hémisphère nord d'Europe et d'Asie depuis les îles britanniques jusqu'aux rives de la mer Baltique, la France, les sols méditerranéens et salins, de la Hongrie, s'étendant vers l'est à travers la Russie méridionale, la région de la Caspienne, le centre de la Sibérie, la Chine et la Mongolie.

## Description
Elle ressemble à Artemisia absinthium mais est plus petite. La plante atteint environ 40 à 50 cm de hauteur. Les feuilles sont bipennées avec d'étroits segments linéaires, et toute la plante est recouverte des deux côtés par un poil blanc cotonneux. Les petits capitules contiennent chacun trois à six fleurs tubulaires, de teinte jaune ou brune. Elles apparaissent en août et en septembre.

## Propriétés
La plante a les mêmes propriétés que les autres Artemisia en moins puissant. C'est un tonique amer et aromatique. Même si elle n'est pas utilisée en pratique régulière en médecine traditionnelle, elle est utilisée pour traiter les fièvres intermittentes.
Elle est prisée pour ses propriétés vermifuges.

## Galerie

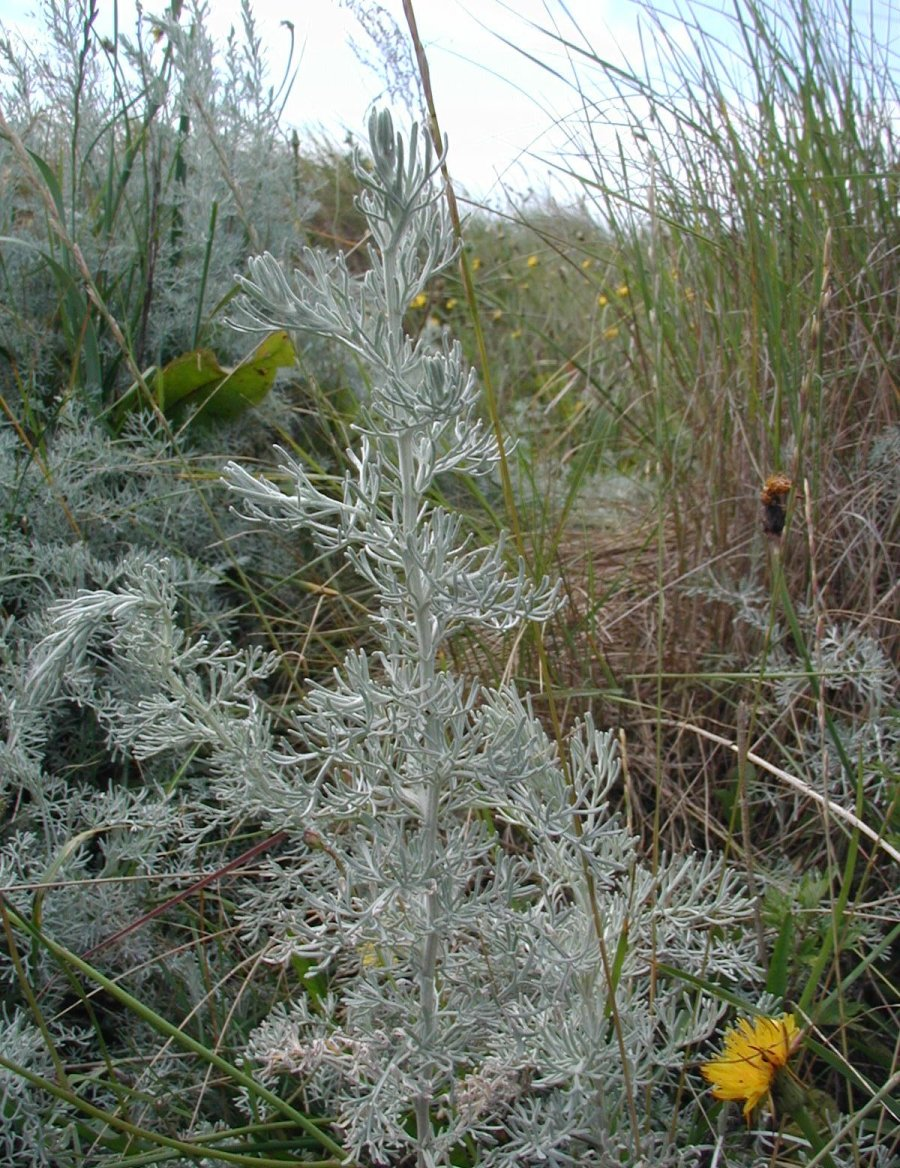
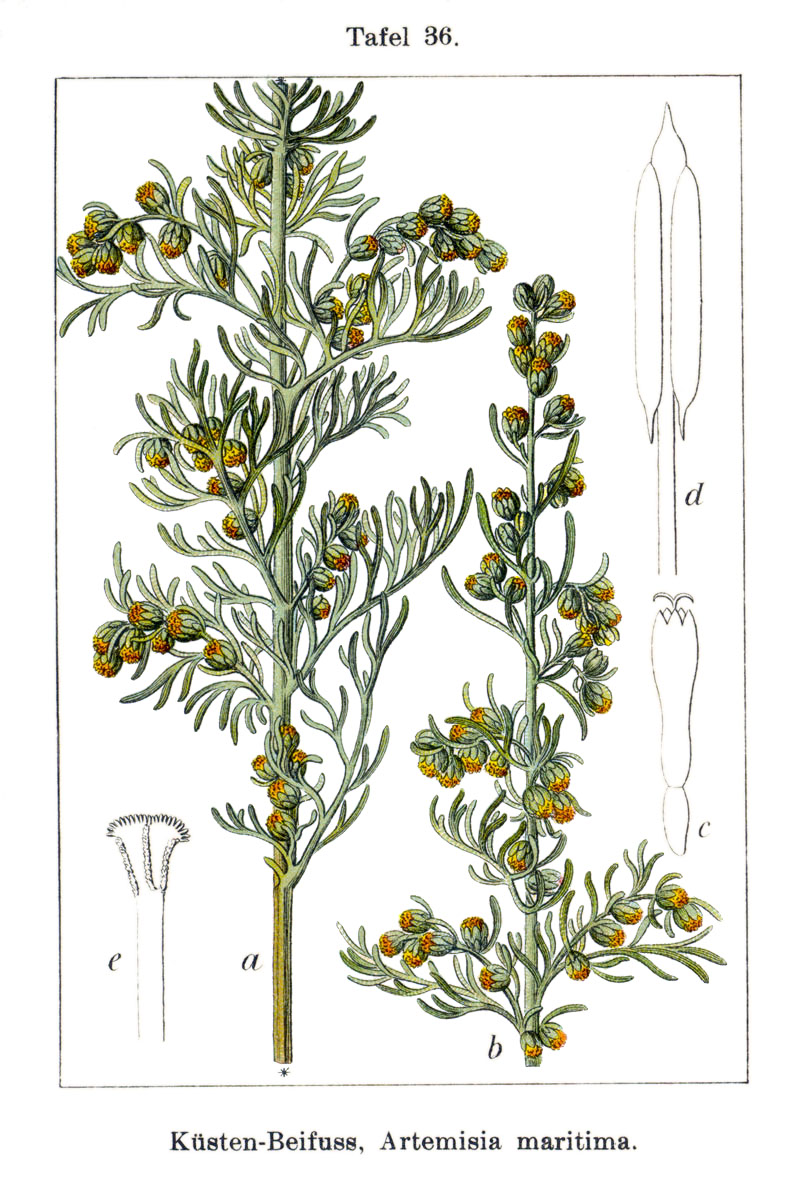
Planche botanique.
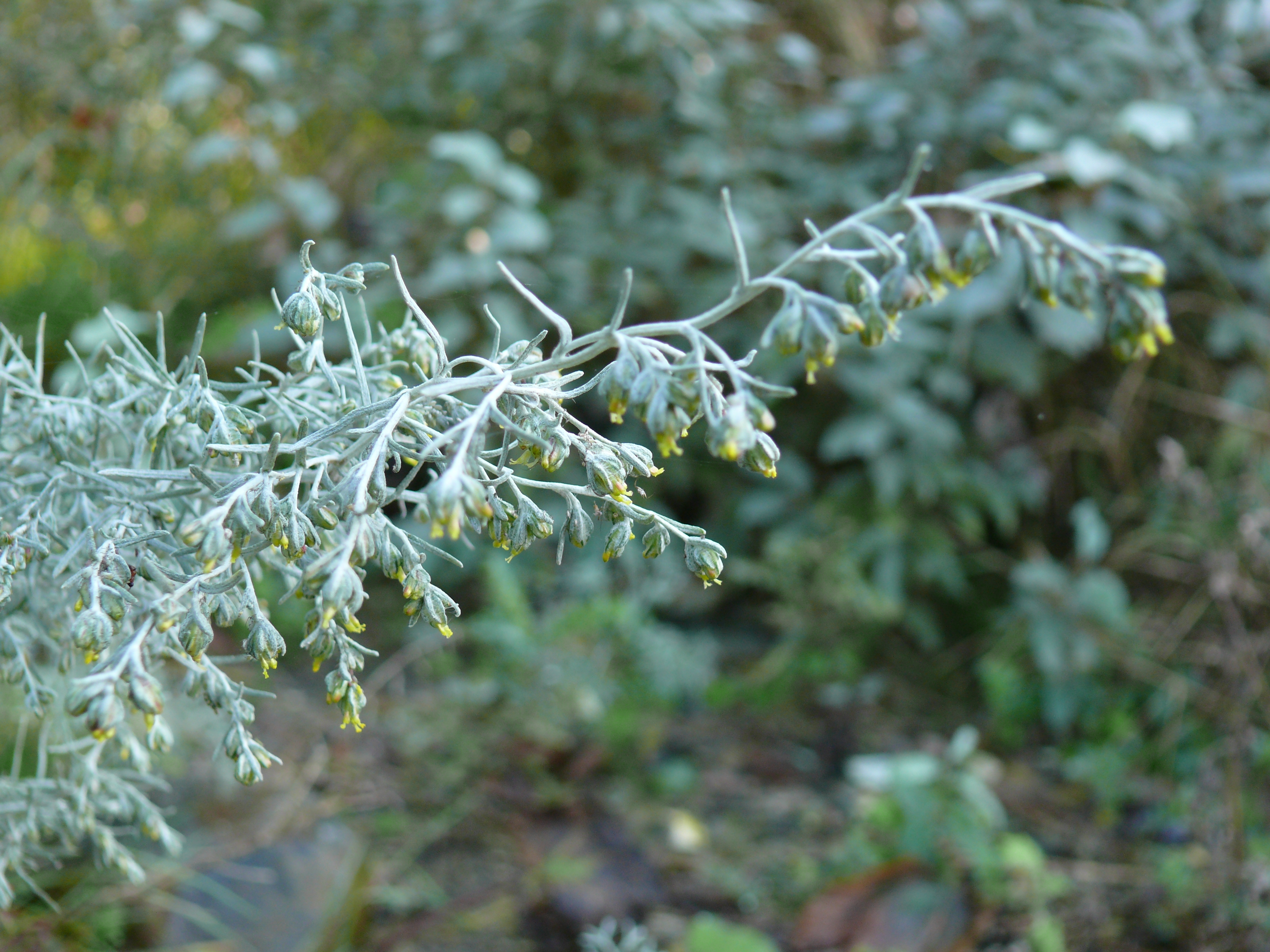
Détail de la plante.